# Стефка Георгиева
Стефка Кръстева Георгиева-Маноилова е българска архитектка.

## Биография
Родена на 7 август 1923 г. в село Джулюница, Горнооряховско.
Започва да учи архитектура през 1940 г. в Техническия университет в Мюнхен, но поради Войната прекъсва следването си в Германия, като по-късно продължава в София и завършва в Държавната политехника 1947 г.
От 1948 г. е проектантка в ЦАПО (Централна архитектурно-проектантска организация), по-късно преобразувана в „Главпроект“, София, където от 1973 г. е ръководител на ателие. По нейни проекти са построени много обществени и жилищни сгради и комплекси – хотелите „Люляк“ и „Мак“ в курортен комплекс „Златни пясъци“ (1956 – 1959). Като част от колектива на арх. Никола Николов проектира със свой екип хотелите „Бор“, „Нарцис“ и ресторант „Дюни“ (1958 – 1960) в курортен комплекс „Слънчев бряг“, спортна зала за тенис „София“ (1968) в София, ресторант „Воденицата“ над Драгалевци (1970), жилищна група с 3 високи блока за дипломатическия корпус в София (1972), хотелски комплекси „Черно море“ и „Фрегатата“ и други хотели и ресторанти също в „Слънчев бряг“ (1972 – 1973), градоустройствен план и хотел на Държавния съвет в правителствена резиденция „Бояна“, в София (1974) с активно участие на художниците Марин Върбанов, Сун Върбанова, Ст. Николов, Димитър Балев, Никола Тузсузов, Иван Ненов и др., вили резиденции за Държавния съвет в Парк Евксиноград (1976) и др. Проектира много павилиони на НРБ в чужбина. Последната ѝ държавна месторабота е в „Софпроект“.

## Награди и отличия
- 1959 г. – Димитровска награда (с колектив);
- 1962 г. – Народен орден на труда – златен;
- 1968 г. – Народен орден на труда – сребърен;
- 1972 г. – Наградата на София
- 1973 г. – Наградата на София
- 1974 г. – Орден „Георги Димитров“;
- 1977 г. – Почетно звание „заслужил архитект“;
- 1981 г. – Хердерова награда.